# جورجينا ستوكر
جورجينا ستوكر (بالإنجليزية: Georgina Stoker)‏ هي لاعبة الاسكواش بريطانية، ولدت في 25 أكتوبر 1985 في مدينة فكتوريا في الصين.

## وصلات خارجية
- جورجينا ستوكر على موقع الاتحاد الدولي لمحترفي الاسكواش (مؤرشف) (الإنجليزية)
- جورجينا ستوكر على موقع SquashInfo.com (الإنجليزية)